# Isso (Cilícia)
Isso (em grego clássico: Ἱσσός ou Ἱσσοί) foi uma cidade portuária situada na parte oriental da Cilícia, que ocupava ambas as margens da foz do pequeno rio Pinaro.

## Localização
A localização exata da cidade é incerta, embora se saiba que se situava a norte de Alexandreta (atual İskenderun), na planície da costa mediterrânica mais oriental do que é hoje a Turquia, atualmente conhecida como planície de Isso. A região de Isso sempre foi de grande importância estratégica, pois a planície, com 260 km² de área, é uma faixa com 29 km de comprimento e largura máxima de 24,5 km, que é cortada a meio longitudinalmente pela crista rochosa de Haydar Dağı–Erzin, encravada entre o Mediterrâneo, a oeste, e a barreira natural dificilmente transponível formada pela cordilheira dos Montes Nur (conhecidos na Antiguidade como Amanus ou "Portões de Ferro"), que se se erguem a leste. Devido a isso, a área era por vezes designada como "Portas da Síria", por ser praticamente a única rota terrestre entre a Anatólia e o Ocidente com a Síria e o Oriente. Em termos administrativos, a região situa-se na parte noroeste da província turca do Hatay, algumas dezenas de quilómetros a oeste da fronteira com a Síria.
Os historiadores dividem-se há várias décadas sobre a identificação atual do rio Pinaro. Os dois locais mais aceites são o rio Payas (Payas Çayı), o que colocaria a cidade no que é hoje Yakacık, e o Deli Çay, situado alguns quilómetros a norte. Esta última hipótese é apaoiada pela equipa turco-britânica envolvida no levantamento arqueológico da planície de Isso, que situa a antiga cidade em Kinet Höyük, junto à aldeia de Yeṣilköy, muito perto de Dörtyol, cerca de 40 km a norte de İskenderun. Hansgerd Hellenkemper também tinha apoiad essa hipótese em 1984. O sítio arqueológico de Kinet Höyük foi escavado entre 1992 e 2012 por uma equipa da Universidade Bilkent de Ancara. Uma terceira hipótese, com muito poucos apoiantes é o Kuru Çay ("rio seco"), cuja foz se situa dois quilómetros a sul do Deli Çay.[carece de fontes?]

## História
A cidade, descrita no início do século IV a.C. por Xenofonte como "grande e próspera", é célebre principalmente por ter sido palco de três batalhas decisivas na Antiguidade e uma na Idade Média, todas chamadas "batalha de Isso":
- Batalha de Isso (333 a.C.) —  Alexandre, o Grande venceu Dario III da Pérsia.[5] Embora por vezes seja conhecida como "primeira batalha de Isso, devido à importância da vitória de Alexandre sobre o Império Persa e o seu impacto na história subsequente, é conhecida simplesmente como "batalha de Isso".
- Segunda Batalha de Isso (194 d.C.) — entre as tropas dos dois pretendentes ao trono imperial romano Septímio Severo e Pescénio Níger,[5] na sequência do chamado ano dos cinco imperadores. As forças de Severo saíram vitoriosas e Níger foi capturado poucos dias depois.
- Terceira Batalha de Isso (622 d.C.) — entre os exércitos do imperador bizantino Heráclio e do xá sassânida[5] Sarbaro, onde este último foi derrotado. Os historiadores mais recentes têm dúvidas acerca desta batalha ter realmente ocorrido, ou se houve um confronto decisivo perto de Isso, pois desconhece-se qual o itinerário das principais forças bizantinas durante a campanha de Heráclio em 622.[6]
- Quarta batalha de Isso (1266) — na qual o rei arménio da Cilícia Hetum I foi derrotado por Baibars, sultão mameluco do Egito.[5]

No passado considerava-se que Isso teria sido uma sé episcopal, mas não há evidências disso ter acontecido. A cidade não é mencionada no “Notitiae Episcopatuum” do Patriarcado de Antioquia, ao qual pertencia a província romana da Cilícia. Isso é uma sé titular da Igreja Católica.